# Kobayashi Tomomitsu
Tomomitsu Kobayashi (sinh ngày 30 tháng 5 năm 1995) là một cầu thủ bóng đá người Nhật Bản.

## Sự nghiệp câu lạc bộ
Tomomitsu Kobayashi đã từng chơi cho Gainare Tottori.